# Ivoire (sculpture)
Pour les articles homonymes, voir Ivoire (homonymie).

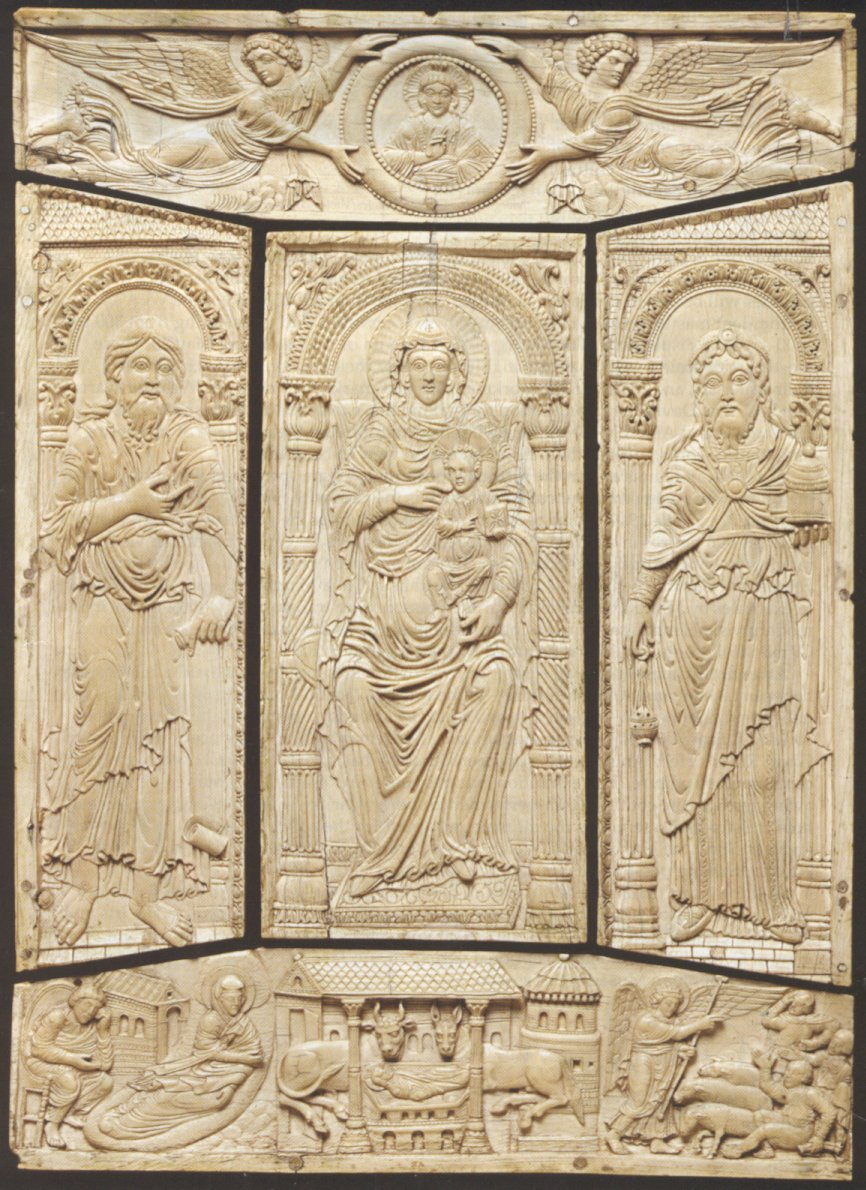
Plaque d'ivoire ayant servi de plat de couverture pour les Évangiles carolingiens de Lorsch, v. 810. Londres, Victoria and Albert Museum.

Dans le domaine de l'histoire de l'art, des collectionneurs d'art et de la sculpture, on appelle « ivoires » les sculptures ou petits objets réalisés en ivoire ou matériaux assimilés.
L'ivoire est de moins en moins utilisé car son commerce contribue à menacer les espèces qui le produisent. Les sculptures anciennes sont néanmoins toujours collectionnées.

## Types d'ivoires
L'ivoire utilisé par les sculpteurs ou utilisé pour les touches de piano provenait généralement de la défense d'éléphant ou de mammouth, ayant l'inconvénient de posséder en leur sein une cavité pulpaire réduisant la surface de taille possible, mais d'autres matériaux ont été utilisés, dont :
- les dents de morse, de cachalot, de phacochère, d'hippopotame, de sanglier ou d'autres espèces,
- le casque osseux (il ne s'agit en fait pas véritablement d'ivoire) qui orne la tête de l'oiseau Rhinoplax vigil. Cet oiseau indonésien aujourd'hui menacé de disparition a fourni une sorte d'ivoire (nommé Hornbill ivory pour les anglophones). Ce pseudo-ivoire a été utilisé depuis le XIVe siècle en Asie, puis exporté vers l'Europe pour la joaillerie au XIXe siècle et jusqu'au début du XXe siècle où l'espèce était presque éteinte à cause de la chasse qu'on lui donnait[1],[2].

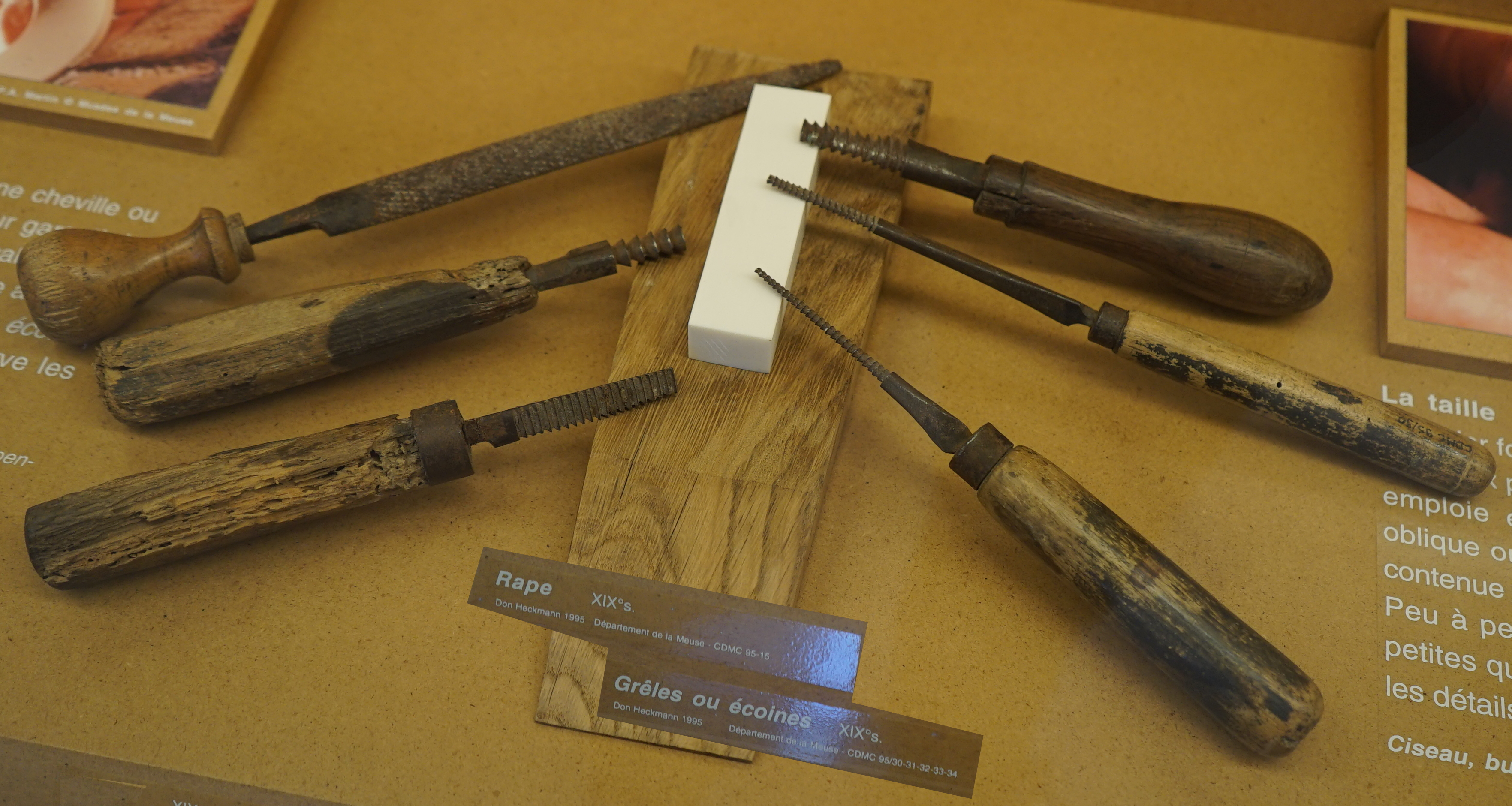
Outils d'ivoirier.
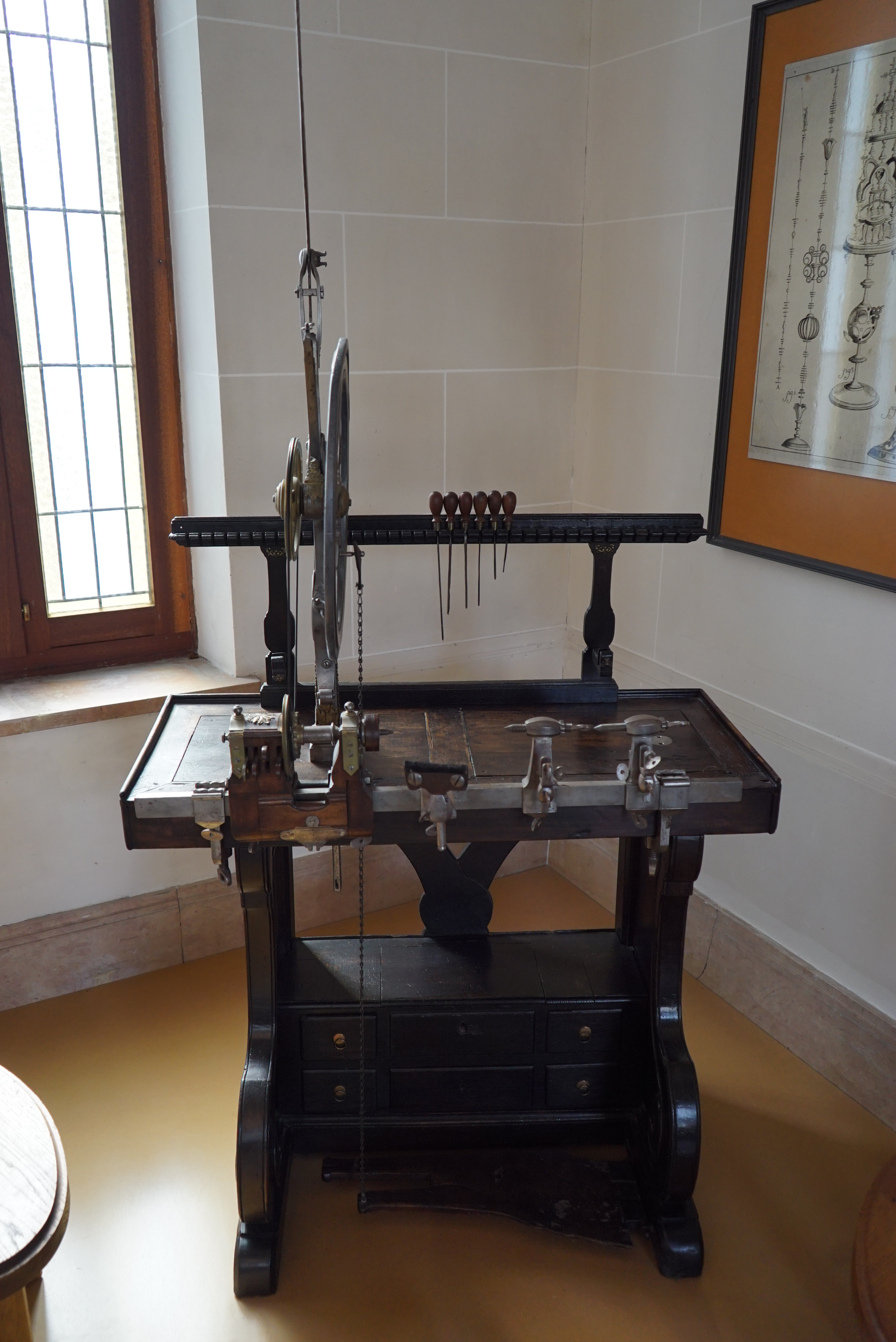
Tour d'ivoirier Musée de la céramique et de l'ivoire de Commercy.
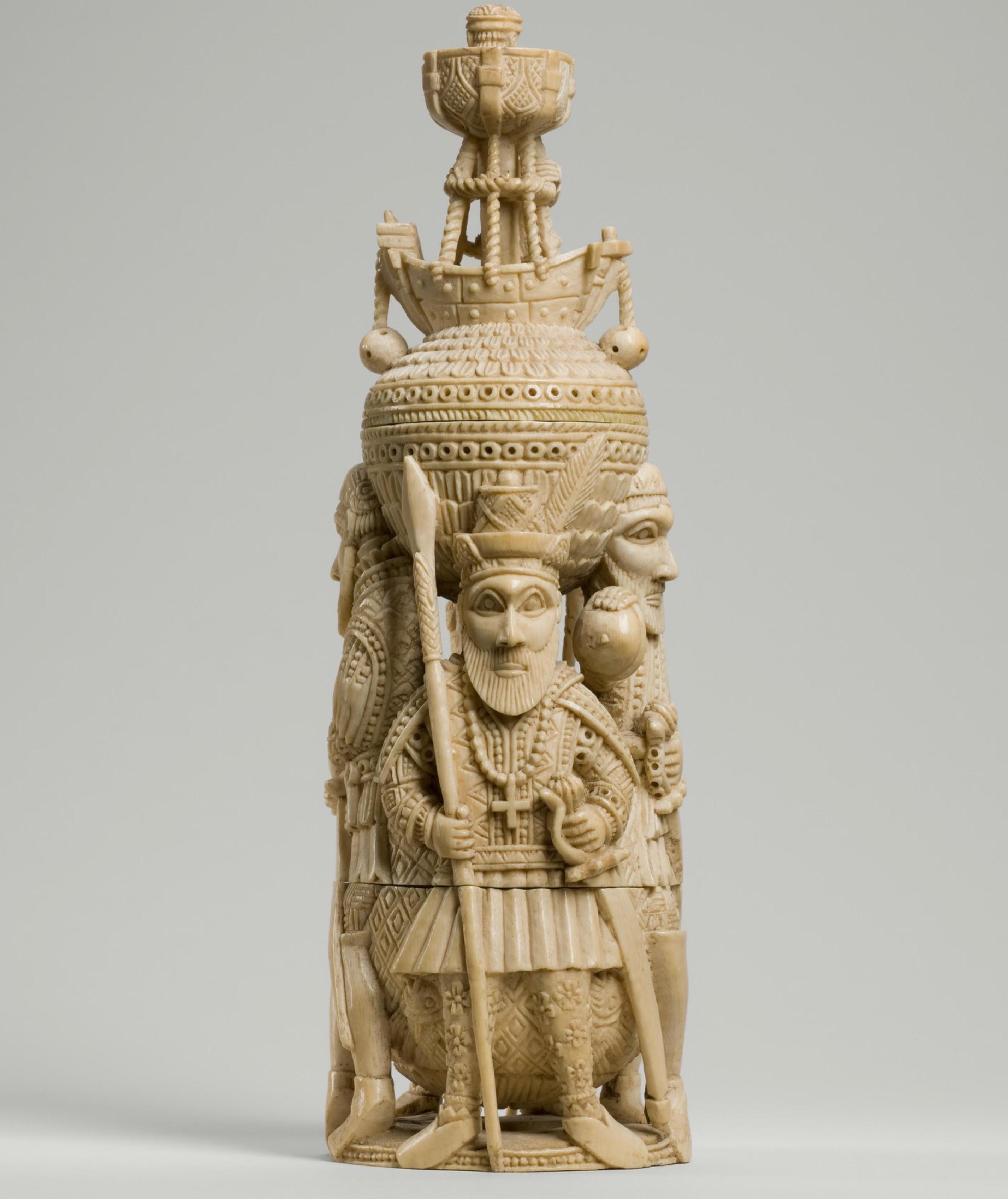
Salière afro-portugaise 16e siècle, style Edo d’Owo. Paris, Musée du quai Branly.
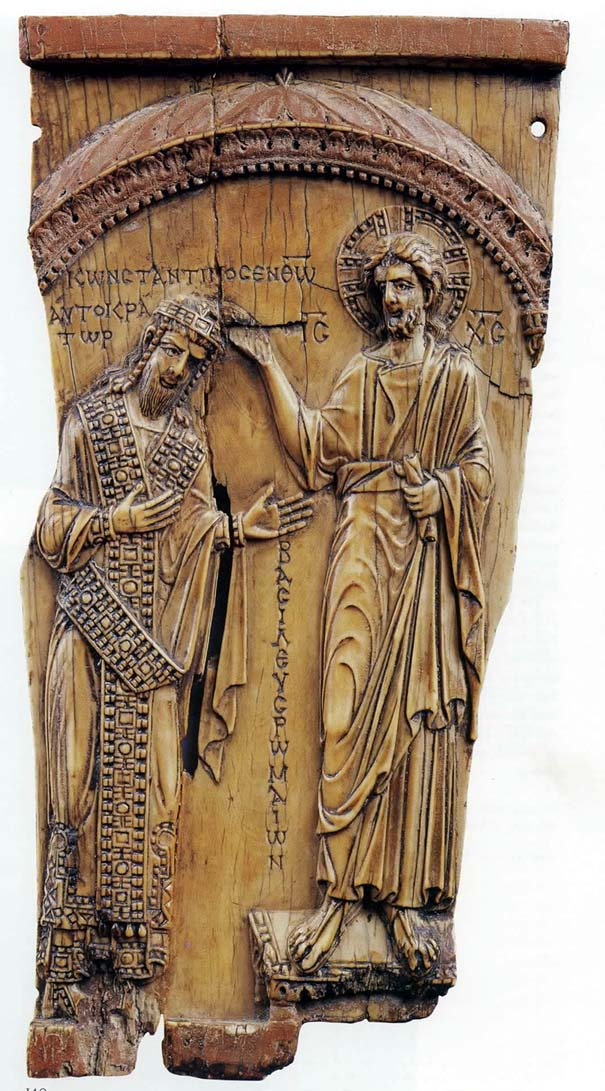
Le Christ bénissant l'empereur Constantin VII, v. 945. Moscou, Musée Pouchkine.

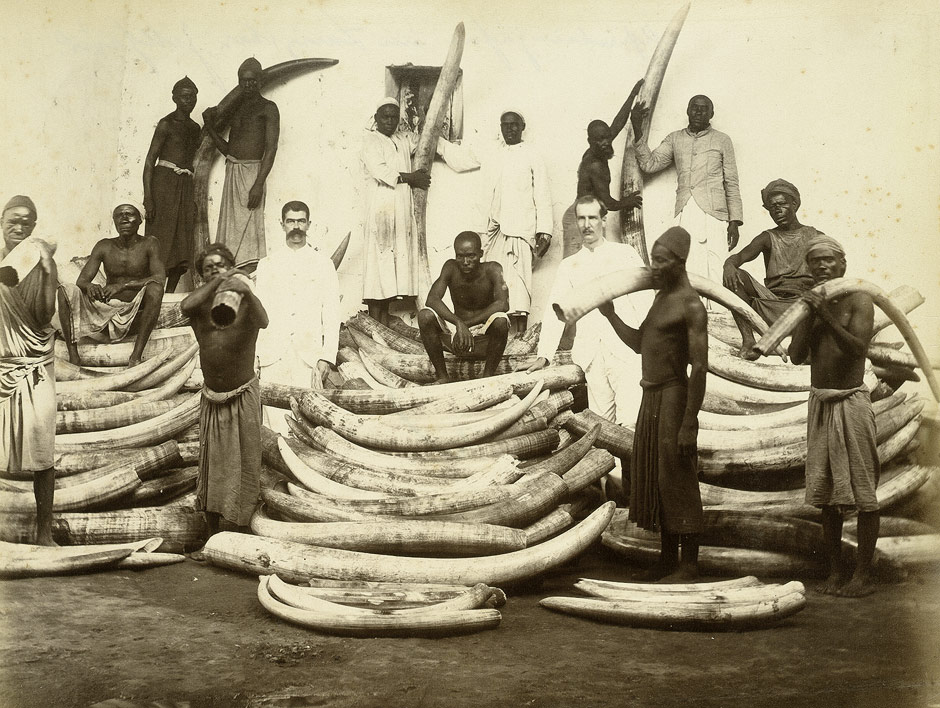
Commerce de l'ivoire en Afrique orientale dans les années 1880. Photographie possible des frères Zangakis.

## Impacts sur la biodiversité
Le commerce (légal ou non) de l'ivoire a encouragé un trafic international, et une chasse et un braconnage qui ont décimé les populations d'éléphants et de rhinocéros.